# Automotrici RM 5301-5305
Le automotrici MCDUfce 5301 ÷ 5305 della Rete Mediterranea erano una serie di automotrici elettriche a terza rotaia, progettate per l'utilizzo sulle linee varesine.

## Storia
In seguito ai buoni risultati ottenuti con le automotrici 5111 ÷ 5130, che tuttavia si erano dimostrate inadatte al traino di più rimorchiate, la Rete Mediterranea decise di introdurre una nuova serie di automotrici più potenti.
Le nuove elettromotrici, costruite in 5 unità dalle Officine Meccaniche di Milano con equipaggiamento elettrico General Electric, si configuravano come "bagagliai postali automotori", con 40 posti a sedere di terza classe e un ampio scompartimento bagagli.
Anche queste automotrici, come le precedenti, erano di concezione americana, ma di dimensioni maggiori e struttura più robusta. L'equipaggiamento elettrico era di maggiore potenza, con 4 motori tipo General Electric 65, consentendo il traino di due rimorchiate, anche sulla linea Varese-Porto Ceresio caratterizzata da forti pendenze.
Dopo il 1905 le automotrici passarono alle Ferrovie dello Stato, che le classificarono nel gruppo E.15 con numeri E.151 ÷ 155.
Nel 1925 alcune unità furono trasferite a Napoli, per l'esercizio sulla nuova "metropolitana" FS, anch'essa elettrificata a terza rotaia.
Le E.15 napoletane cessarono l'esercizio dopo il 1935, quando la "metropolitana" fu convertita all'elettrificazione a catenaria alla tensione di 3 kV cc; le unità milanesi alla fine degli anni trenta, sostituite dalle più moderne e potenti E.10 ed E.60. Tutte le E.15 vennero quindi demotorizzate ed utilizzate come carrozze ordinarie sui treni locali intorno a Milano e Torino.